# Hørsholms amt
Hørsholms amt (danska: Hørsholm Amt) var ett amt i östra Danmark. Amtet omfattade den södra delen av Lynge-Kronborgs härad på den nordöstra delen av ön Själland. Det saknade städer.

## Administrativ historik
Hørsholms amt bildades när Danmarks län ersattes av amt 1662 och ersatte då det dåvarande slottslänet Hørsholms län.
Amtet upphörde i samband med amtsreformen 1793 då det, tillsammans med Jægerspris och Kronborgs amt, blev en del av Frederiksborgs amt. Sedan kommunreformen 2007 tillhör området Region Hovedstaden.